# Arthur Rau
Arthur Aharon Rau (hebräisch אַרְתוּר רָאוּ Artūr Rāū; geboren 27. Februar 1895 in Berlin; gestorben 19. Januar 1962 in Tel Aviv) war ein deutsch-israelischer Jurist.

## Leben
Arthur Rau war das älteste Kind des Berliner Arztes Raphael Rau (1866–1947) und der Fanny Frumet Hirsch (1871–1934). Er hatte fünf Brüder, darunter den Architekten Heinrich Rau (1896–1965), und zwei Schwestern. Rau besuchte das Friedrichs-Gymnasium und studierte ab 1913 Rechtswissenschaft in Berlin und Heidelberg und besuchte nebenher das Berliner Rabbinerseminar. Von 1915 bis 1919 war er Kriegsfreiwilliger im Ersten Weltkrieg und wurde verwundet. 
Das erste Staatsexamen legte er im November 1918 ab, das zweite im März 1922, danach war er als Hilfsarbeiter im Preußischen Justizministerium beschäftigt. Im Oktober 1925 wurde Rau Landgerichtsrat beim Landgericht III Berlin, von Juli 1927 bis Dezember 1928 war er stellvertretender Vorsitzender beim Arbeitsgericht Berlin.
Nach der Machtübergabe an die Nationalsozialisten 1933 wurde er im April als Jude zunächst  zwangsweise beurlaubt, konnte aber als Frontkämpfer im Amt bleiben. Nach den Bestimmungen der Ersten Verordnung zum Reichsbürgergesetz durfte er als Jude kein öffentliches Amt mehr innehaben und wurde zum Jahresende 1935 entlassen. Rau wurde von 1935 bis 1938 Direktor des Berliner Palästinaamtes der Jewish Agency for Israel.  
Rau emigrierte 1939 nach Palästina und machte dort nach zwei Jahren Vorbereitungszeit das Rechtsanwaltexamen. Er wurde im Januar 1941 in Tel Aviv als Rechtsanwalt zugelassen. Rau wurde Syndikus der Anglo-Palestine Bank, später unter dem Namen Bank Leʾumi, und leitete bis 1961 die Rechtsabteilung der im Staat Israel bedeutsamen Bank.